# Arthur Ullmann
Arthur Alfred Bertha Ullmann (* 29. September 1885 in Wien; † 6. Mai 1958 in Ruhpolding) war ein österreichischer Theater- und Filmschauspieler sowie ein Regisseur am Theater, beim Stummfilm und beim Kurztonfilm.

## Leben und Wirken

### Am Theater
Der Sohn des Friseurs Paul Ullmann und dessen Frau Maria Anna, geb. Rößler, begann schon frühzeitig am Theater aufzutreten, belegt sind ab Februar 1903 kleine Rollen am Theater an der Wien (ein Student in der Operette Der Lebemann, ein Gastwirt in der Operette Die beiden Don Juans und ein Major in der Operette Bruder Straubinger). Sein erstes nachweisbares Festengagement führte Arthur Ullmann in der Spielzeit 1905/06 ins böhmische Budweis. Es folgte eine Verpflichtung an das Rembrandt-Theater in Amsterdam (1907/08), ehe er 1910 Berlin erreichte, um dort einem Engagement an das Neue Berliner Operetten-Ensemble, wo man ihn auch Regie führen ließ, nachzukommen. Zum Kriegsausbruch 1914 wechselte er an das Gebrüder-Herrnfeld-Theater.

### Beim Film
Zu dieser Zeit hatte der Film immer mehr Bedeutung in Ullmanns künstlerischem Leben gewonnen. Er spielte bis zum Ende der 1910er Jahre Nebenrollen in Kriminal- und Detektivfilmen (Stuart-Webbs-Filme) und führte nebenbei auch immer mal Regie bei ähnlich gelagerten Produktionen. Mit der Ully-Film besaß er 1916 auch eine eigene kleine Produktionsfirma. Im Lauf der 1920er Jahre wechselte Ullmann zur Aufnahmeleitung und war in dieser Funktion an einer Fülle von Unterhaltungsfilmen beteiligt, darunter Zapfenstreich (1925), Das Mädchen Irene (1936), Land der Liebe (1937), Brillanten (1937), Gastspiel im Paradies (1938), Drei Väter um Anna (1939), Meine Tante – Deine Tante (1939), Stukas und Illusion. 1943 inszenierte er mehrere kurze Filmdokumentationen für die kleine Produktionsfirma Hans Tillers. Eine Nachkriegstätigkeit Ullmanns ist nicht feststellbar.

### Privates
Ab 1938 war Arthur Ullmann mit Frieda Oberpichler verheiratet. Im Zuge der Wirren des Zweiten Weltkriegs kam Ullmann mit seiner Frau von Berlin ins oberbayerische Ruhpolding, wo er 1958 auch starb.

## Filmografie
Als Schauspieler, wenn nicht anders angegeben:
- 1912: Die Papierspur
- 1912: Die Revolutionshochzeit
- 1912: Der Strohwitwer (nur Regie)
- 1913: Ein Schwur
- 1913: Die Musterkollektion (nur Regie)
- 1914: Das Panzergewölbe
- 1915: Der rote Faden
- 1915: Die Toten erwachen
- 1916: Sie – Sie haben was vergessen (nur Regie)
- 1916: Es gilt sein Leben (nur Regie und Produktion)
- 1916: Bob Cray (nur Regie, Produktion und Drehbuch)
- 1916: Stolz weht die Flagge schwarz-weiß-rot
- 1917: Das Geheimnis der Villa Dox
- 1918: Der Glücksucher (nur Regie)
- 1918: Das alte Bild (nur Regie)
- 1919: Die Tochter des Bajazzo (nur Regie)
- 1943: Was kann unser Mädel werden? (Kurzfilmregie)
- 1943: Einmal wird alles vergessen sein (Kurzfilmregie)
- 1943: Hier spricht der Weihnachtsmann (Kurzfilmregie)
- 1943: Was kann unser Junge werden? (Kurzfilmregie)